# Londoner Hafen

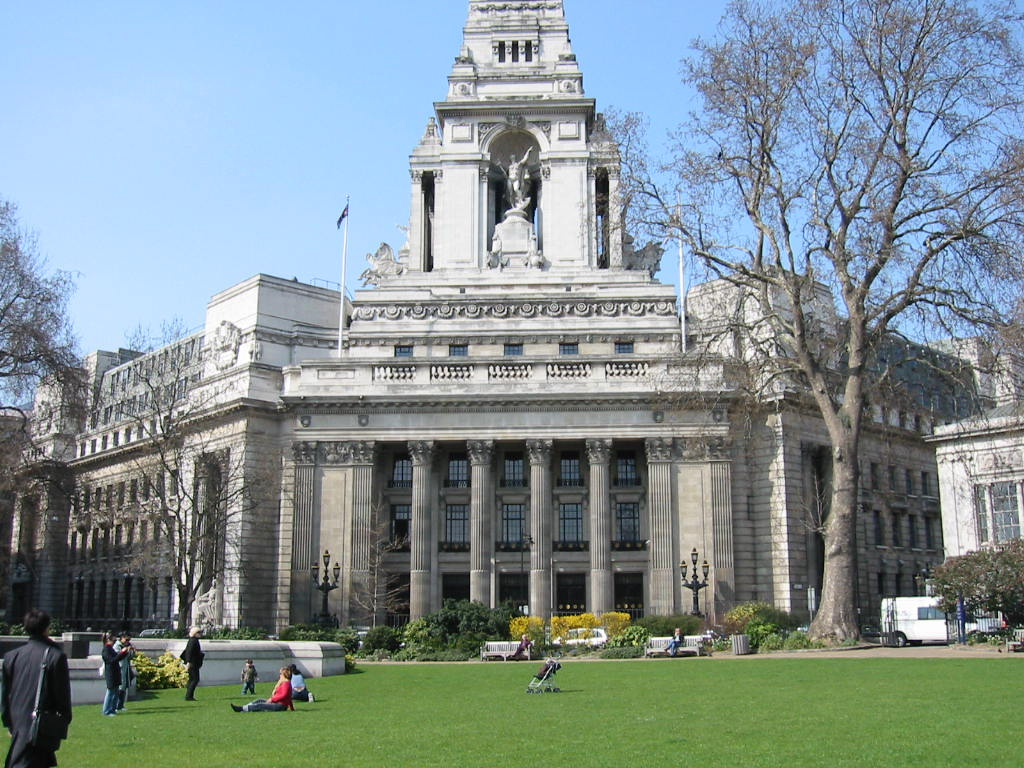
Gebäude der Port of London Authority, Trinity Square Gardens, Tower Hill

Der Londoner Hafen liegt entlang der Ufer der Themse zwischen London und der Nordsee. Einst war es der größte Hafen der Welt, nun ist es der zweitgrößte Hafen des Vereinigten Königreiches nach Grimsby & Immingham. Der Hafen wird von der Port of London Authority (PLA), einer öffentlichen Gesellschaft, die 1908 gegründet wurde, geleitet. Ihr Einflussgebiet erstreckt sich auf den von den Gezeiten beeinflussten Teil der Themse.
In diesem Hafen können Kreuzfahrtschiffe, RoRo-Fähren und Frachtschiffe aller Art, auch solche für Holz, Papier, Fahrzeuge, Maschinen, Rohöl, Mineralölprodukte, Flüssiggas, Kohle, Metalle, Getreide und andere Flüssig- oder Schüttgüter, anlegen. 2008 wurden über den Londoner Hafen 53 Mio. t Güter (2007 bis zu 52,7 Mio. t), einschließlich 2.007.000 Container und 20,5 Mio. t Mineralöl und Mineralölprodukte umgeschlagen.
Der Hafen liegt nicht an einem bestimmten Punkt, sondern erstreckt sich entlang des von den Gezeiten beeinflussten Teils der Themse bis in die Innenstadt von London und hat viele einzelne Liegeplätze, Hafen- und Dockanlagen, die über die Jahrhunderte entstanden sind. Wie bei vielen anderen historischen Häfen in Europa, wie z. B. dem Hafen Rotterdam wanderte der Großteil der Aktivitäten immer weiter stromabwärts in Richtung der offenen See, weil die Schiffe größer wurden und andere Belange der Stadt mehr und mehr Grund in der Nähe des Stadtzentrums beanspruchten.

## Geschichte

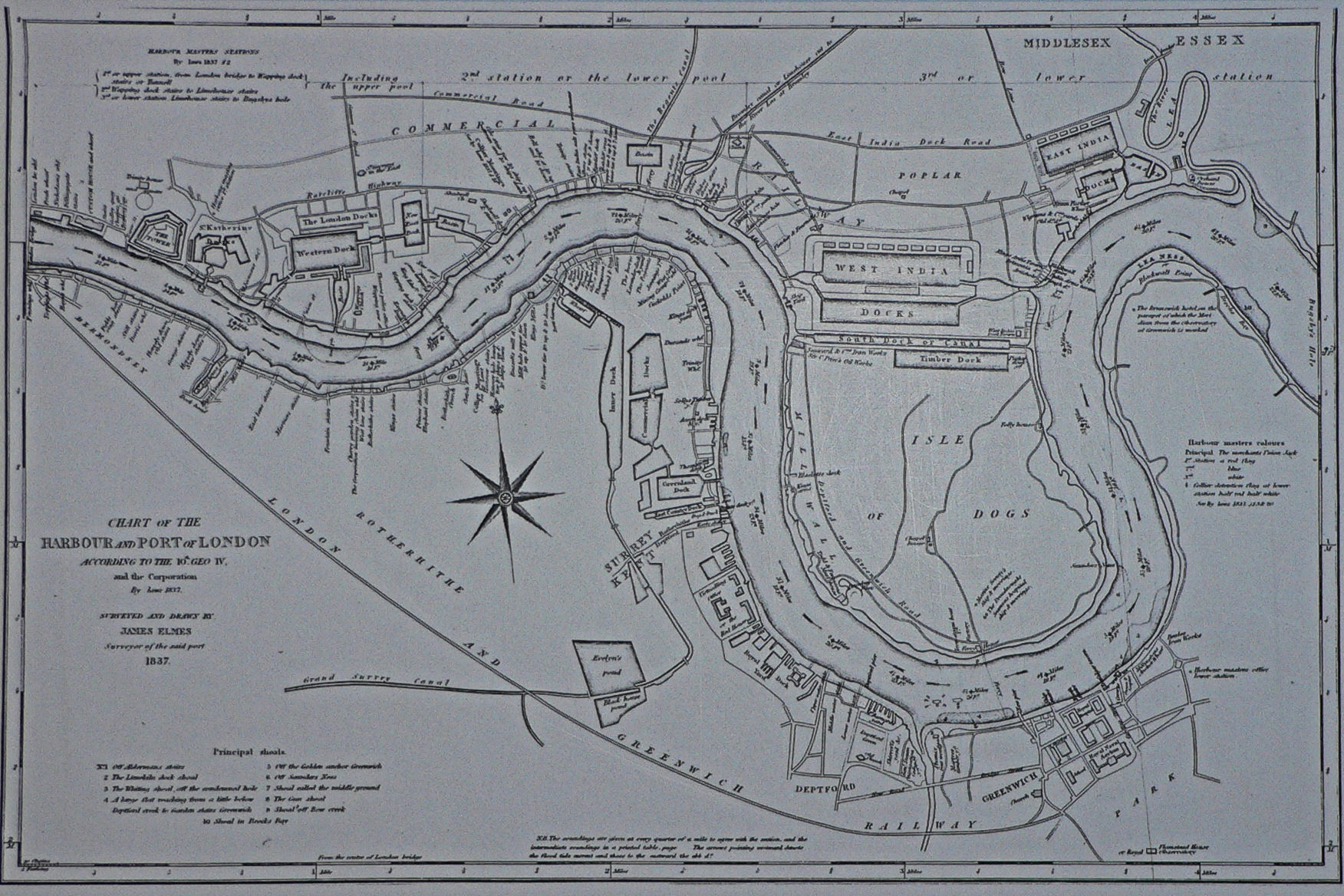
James Elmes’ Karte des Hafens (1837) mit den Hafenbecken anfangs des Viktorianischen Zeitalters

Der Londoner Hafen nahm seit Gründung der Stadt im 1. Jahrhundert n. Chr. eine zentrale Rolle in der Londoner Wirtschaft ein und hatte großen Anteil an Wachstum und Erfolg der Stadt. Im 18. und 19. Jahrhundert war er der geschäftigste Hafen der Welt mit Ankerplätzen, die sich ohne Unterbrechung über 17,7 km am Fluss entlang zogen, und über 1.500 Kräne be- und entluden 60.000 Schiffe pro Jahr. Im Zweiten Weltkrieg war er ein wichtiges Ziel für die Luftwaffe während des „Blitz“-Krieges.

### Römische Zeit

#### Bau
Die ersten Anzeichen eines nennenswerten Handels in London sah man zwischen 50 n. Chr. und 270 n. Chr., als die Römer den ursprünglichen Hafen bauten. Die Konstruktionen bestanden aus hölzernen Rahmen, die mit Erde aufgefüllt wurden und so die Ufer befestigten. Als diese installiert waren, wurden die Anleger in vier Stufen von der London Bridge flussabwärts gebaut. Der Hafen wuchs schnell und gedieh im 2. und 3. Jahrhundert, wurde dann aber Anfang des 5. Jahrhunderts aufgegeben, als die Handelsaktivitäten nachließen. Die Veränderungen an den Ufern im Bereich des römischen Hafens waren so tiefgreifend und ausdauernd, dass man nur schwer sagen konnte, wo das natürliche Ufer wirklich anfing.

#### Nutzung
London wurde für die Römer ein sehr wichtiger Handelsplatz und erlebte seinen Höhepunkt im 2. und 3. Jahrhundert. Die Hafenstadt wuchs und dehnte sich schnell aus. Der verschwenderische Umgang mit Gütern prägte den extravaganten Lebensstil der Bürger und Stadt blühte und gedieh unter der römischen Herrschaft. Der römische Ausbau der Hafenanlagen und die Verwaltung sind bis heute die Basis des Londoner Hafens.

### Abgeschlossene Hafenbecken
Ende des 18. Jahrhunderts schlug Willey Reveley vor, die Themse zwischen Wapping und Woolwich zu begradigen, indem man einen neuen Kanal durch die Halbinseln Rotherhithe, Isle of Dogs und Greenwich baute. Die drei großen Flussschleifen sollten mit Schleusen als riesige Hafenbecken abgetrennt werden. Dieser Plan wurde nicht verwirklicht, aber man baute später einen viel kleineren Kanal, den City Canal durch die Isle of Dogs.

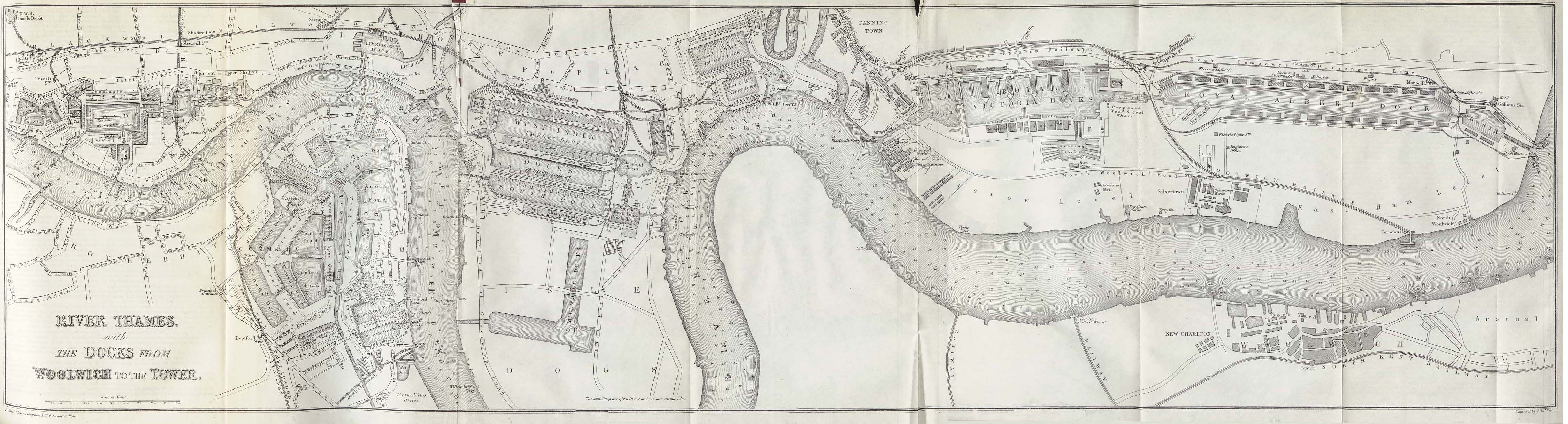
Die Londoner Häfen 1882; das King George V Dock existierte noch nicht

Im 19. Jahrhundert wurde eine ganze Reihe von Hafenbecken gebaut, die von hohen Wänden umgeben waren, um die Güter vor Flusspiraterie zu bewahren. Dies waren z. B. die Surrey Commercial Docks (gebaut 1807, entstanden aus dem Greenland Dock von 1696), die West India Docks (1802), die East India Docks (1803, entstanden aus dem Brunswick Dock von 1790), die London Docks (1805), die St. Katharine Docks (1828), das Royal Victoria Dock (1855), das Milwall Dock (1868), das Royal Albert Dock (1880) und das Tilbury Dock (1886).

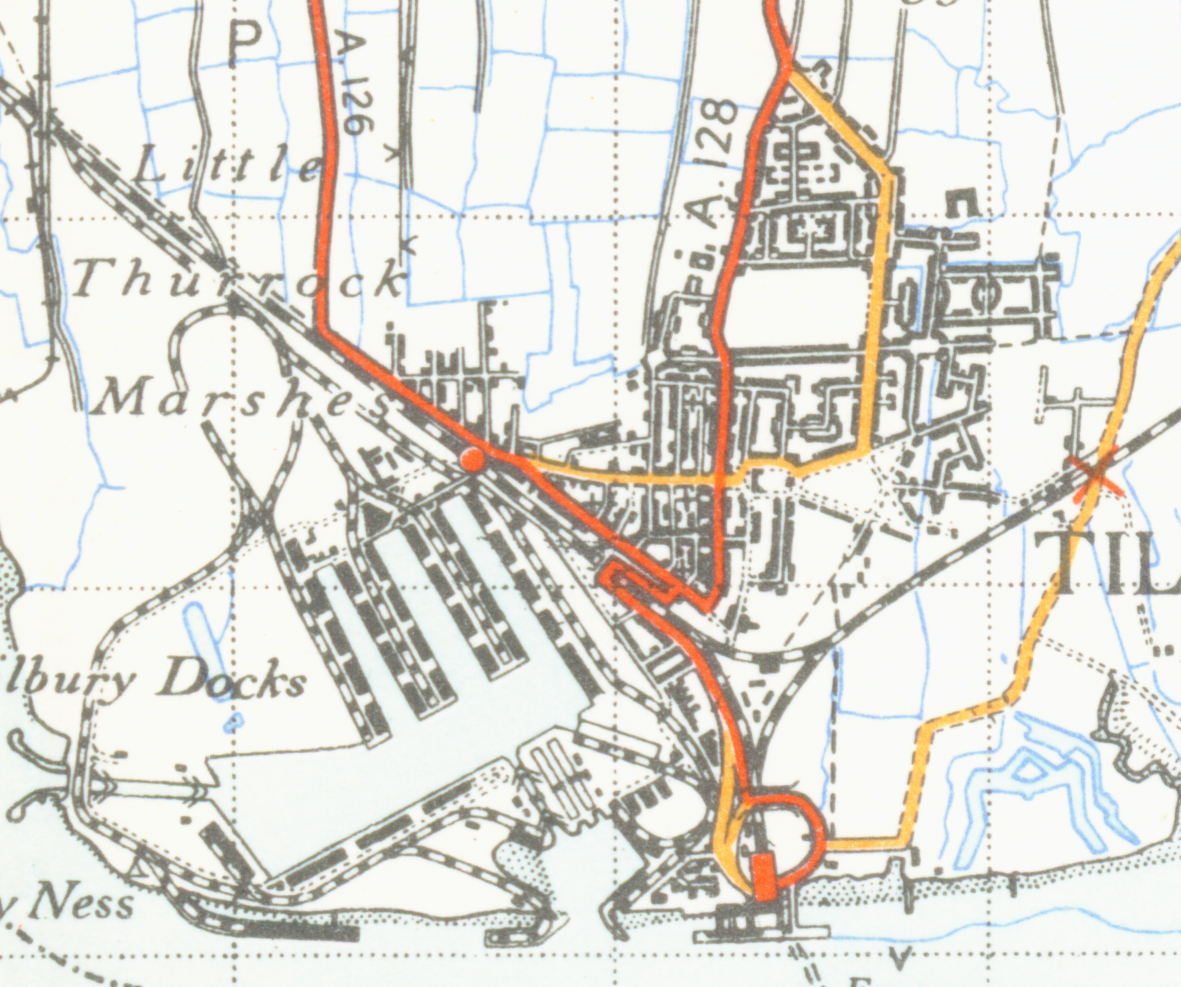
Tilbury (1946), vor dem großen Ausbau als Containerhafen

Die Hafenbecken wurden von verschiedenen, konkurrierenden Privatgesellschaften gebaut, z. B. der East & West India Docks Company (in Besitz der East India Docks, der West India Docks und der Tilbury Docks), der Surrey Commercial Docks Company und der London & St. Katharine Docks Company (in Besitz der London Docks, der St. Katharine Docks und der Royal Docks). Anfang des 20. Jahrhunderts zwangen der Konkurrenzdruck und Streiks die Gesellschaften zur Fusion. Eine königliche Kommission mündete in der Gründung der Port of London Authority (PLA) im Jahr 1908. 1909 übernahm die PLA alle Hafenbecken von der Tower Bridge bis nach Tilbury, mit Ausnahme einiger kleinerer Anlagen wie des Poplar Docks, das weiterhin von der Britischen Eisenbahn betrieben wurde. Die Hauptverwaltung der PLA in den Trinity Square Gardens wurde von John Mowlem & Co. gebaut und 1919 fertiggestellt.
Die PLA grub einen Tiefwasserkanal, baute das King George V Dock (1920) und verbesserte etliche andere Hafenbecken in den ersten beiden Dritteln des 20. Jahrhunderts. Diese Entwicklung gipfelte im Ausbau von Tilbury Ende der 1960er Jahre, der diesen Hafen zu einem Containerhafen machte (dem größten im Vereinigten Königreich Anfang der 1970er Jahre), im Bau eines großen Getreide-Terminals am Themseufer und maschinellen Einrichtungen zum Be- und Entladen von Holz. Unter der Ägide der PLA wuchs der Handel im Londoner Hafen bis 1939 auf 60 Mio. t jährlich (38 % des gesamten Handels im Vereinigten Königreich), wurde aber während des Zweiten Weltkrieges hauptsächlich zum River Clyde und nach Liverpool verlagert. Nachdem sich der Londoner Hafen von den Kriegsfolgen erholt hatte, wurden die 60 Mio. t Frachtumschlag in den 1960er Jahren wieder erreicht.

### Schiffsreparaturen
Die Menge an Schiffen, die den Londoner Hafen frequentierten, führte auch zum Wachsen der Werftindustrie. 1864, als London als wichtiges Zentrum für Schiffbau galt und die meisten Schiffe Holzrümpfe und Segel besaßen, gab es 33 Trockendocks zur Schiffsreparatur. Das größte davon war Langley’s Lower Dock in Deptford Green, dessen Länge 140 m betrug. Während der Schiffsbau mit der Schließung der Thames Ironworks and Shipbuilding and Engineering Co. Ltd. in Leamouth 1912 zu Ende ging, florierte die Schiffsreparatur weiterhin. 1930 gab es nur noch 16 größere Trockendocks, diese waren aber stark mechanisiert und für die Reparatur von Eisen- und Stahlschiffen ausgerüstet.

### Hafenindustrie

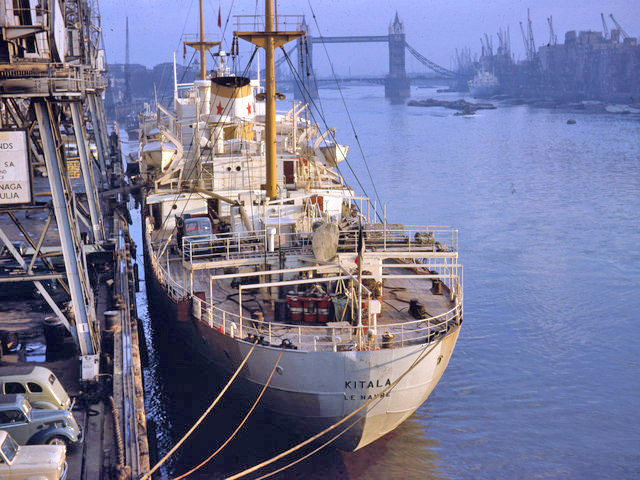
Ein Schiff legt im geschäftigen Upper Pool an (1962)

Entlang der Hafenbecken siedelten sich viele Industriebetriebe an, die bis heute überlebten, z. B. Zuckerfabriken, Ölmühlen und Seekabel-Hersteller. Weitere Industrien beschäftigten sich mit Eisen- und Stahlherstellung, Bleischmelze, Messing- und Bronzegießerei, Schiffbau, Holzverarbeitung, Getreideverarbeitung, Zementherstellung, Papierherstellung, Waffenbau, Automobilbau usw. London war jahrhundertelang das wichtigste Zentrum des Schiffbaus im Vereinigten Königreich (und vielleicht in der ganzen Welt), verblasste dann aber Mitte des 19. Jahrhunderts gegenüber dem Clyde und anderen Werftzentren; das letzte große Kriegsschiff, die HMS Thunderer, verließ 1911 die Werft. Dies beeinträchtigte auch den Versuch von Henry Bessemer, in den 1860er Jahren eine Stahlindustrie auf der Greenwich Peninsula aufzubauen.
Es gab auch viele Kraft- und Gaswerke an der Themse und den mit ihr verbundenen Kanälen. Große Gaswerke an der Themse lagen in Beckton und auf der Greenwich Peninsula, die wichtigsten Kraftwerke waren in Brimsdown, Hackney und West Ham am Lea und Kingston, Fulham, Lots Road, Wandworth, Battersea, Bankside, Stepnea, Deptford, Greenwich, Blackwall Point, Brunswick Wharf, Woolwich, Barking, Belvedere, Littlebrook, West Thurrock, Northfleet, Tilbury und Grain an der Themse.
Der Kohlebedarf der Kraft- und Gaswerke machte nach dem Krieg einen großen Teil des Umschlages im Londoner Hafen aus. 1959 stellte ein Artikel in der Times fest: „Etwa zwei Drittel der 20 Mio. t Kohle, die über die Themse verschifft werden, werden von 9 Gaswerken und 17 Kraftwerken verbraucht. Die Beckton-Gaswerke verarbeiten ca. 4500 t Kohle täglich, das größte Kraftwerk verbrennt an einem Wintertag etwa 3000 t Kohle. (…) Drei weitere Kraftwerke, Belvedere (Ölfeuerung), Northfleet und West Thurrock (Kohlefeuerungen) werden gebaut.“
Diese Kohle wurde direkt an den Kohlehäfen am Ufer umgeschlagen und nicht in den Hafenbecken. So hatten die Beckton Gas Works zwei große Piers, wo sowohl die selbst benötigte Kohle angelandet als auch Kohle für andere Gaswerke auf Leichter umgeladen wurde.
Ein großer Anteil am Rückgang des Frachtaufkommens im Londoner Hafen seit 1960 entfällt auf den Wegfall des Kohletransports, da die Gaswerke nach Entdeckung des Nordseegases abgerissen wurden und Kohle auch nicht mehr für den Hausbrand verwendet wird, sondern stattdessen Gas und elektrischer Strom. Alle Kohlekraftwerke oberhalb Tilbury wurden ebenfalls abgebrochen.

### Der Umzug flussabwärts
Mit der Einführung größerer (Container-)Schiffe nahm die Bedeutung der weiter flussaufwärts gelegenen Hafenanlagen ab Mitte der 1960er Jahre stetig ab. Die Hafenbecken weiter oben an der Themse verloren Frachtvolumen und wurden nach und nach zwischen Ende der 1960er Jahre und Anfang der 1980er Jahre geschlossen. Der Handel an den privaten Anlegeplätzen am Fluss hielt sich länger, z. B. der Containerumschlag am Victoria Deep Water Terminal auf der Greenwich Peninsula bis in die 1990er Jahre und der Papierumschlag an der Convoys Wharf in Deptford bis 2000. Die weiteren Seehäfen waren weiterhin ein wichtiges Handels- und Industriezentrum mit Ölraffinerien und Terminals in Coryton, Shell Haven und Canvey in Essex und der Isle of Grain in Kent. Eine Privatisierungsinitiative der Regierung von 1992 machte aus Tilbury einen Freihafen. Die PLA gab ihre Tätigkeit als Hafenbetreiber auf und ist heute nur noch für den Schiffsverkehr auf der Themse zuständig.
Ein Großteil des nicht mehr benötigten Landes weiter oben an der Themse, die Londoner Docklands, wurden mit Wohnhäusern bebaut und entwickelten sich zu einem zweiten Londoner Finanzzentrum (in der Canary Wharf).

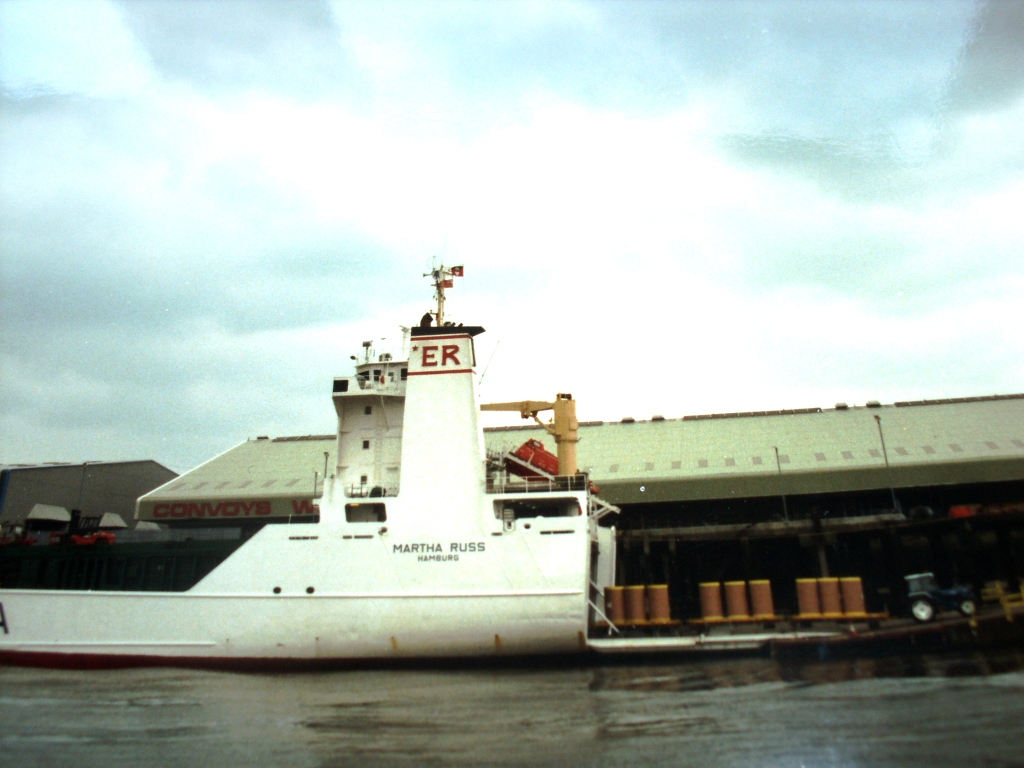
Martha Russ löscht Papier in London

## Der Hafen heute
Der Londoner Hafen besteht heute aus über siebzig Terminals und Hafenanlagen in privater Hand, bei denen etwa 30.000 Mitarbeiter beschäftigt sind. Die wichtigsten sind in Purfleet (mit den weltgrößten Margarinewerken), Thurrock, Tilbury (wichtigster Containerhafen), Coryton und Canvey Island in Essex, Dartford und Northfleet in Kent und Greenwich, Silvertown, Barking, Dagenham und Erith in Greater London.
2007 war der Londoner Hafen mit einem Umschlagsvolumen von 52,7 Mio. t der zweitgrößte des Vereinigten Königreiches (nach Grimsby & Immingham mit 66,3 Mio. t). Tees & Hartlepool lag 2007 an dritter Stelle mit dem gleichen Umschlagvolumen wie London (2006 war das Umschlagsvolumen in Tees & Hartlepool geringfügig größer als in London). Der Hafen von London aber hat das größte Umschlagsvolumen (ohne Kraftstoffe) aller Häfen im Vereinigten Königreich (33,2 Mio t 2007). Andere wichtige Konkurrenten des Londoner Hafens sind Felixstowe und Southampton, die den größten und zweitgrößten Umschlag an Containern im Vereinigten Königreich haben.
Die Zahl der umgeschlagenen Seecontainer im Londoner Hafen überstieg 2007 zum ersten Mal in der Geschichte des Hafens die 2-Mio.-Grenze und diese Entwicklung setzte sich 2008 fort. Die Fähigkeit des Hafens zum Umgang mit großen, modernen Containerschiffen steigt seit der Inbetriebnahme des neuen Container-Tiefwasserhafens London Gateway im November 2013, bis auf 3,5 Mio. TEU pro Jahr im Endausbau dort.
Mit 12.500 Handelsschiffsbewegungen jährlich bewältigte der Londoner Hafen um 2010 etwa 10 % des gesamten Handelsschiffverkehrs im Vereinigten Königreich und trug 8,5 Mill. Pfund zur britischen Wirtschaftsleistung bei. Neben den Handelsschiffen besuchten 37 Kreuzfahrtschiffe den Londoner Hafen im Jahr 2008.

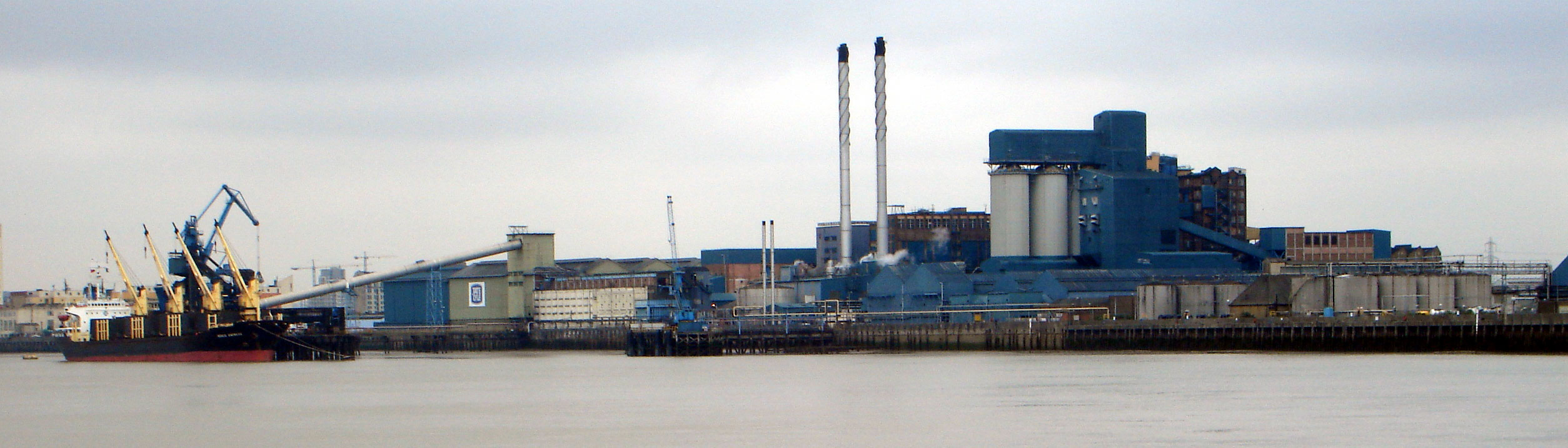
Zuckerfabrik Tate & Lyle in Silvertown

Obwohl die BP-Raffinerie in Kent und die Shell-Raffinerie in Shell Haven 1982 bzw. 1999 ihre Tore schlossen, werden die Anlagen in Coryton weiterbetrieben. Auch eine Reihe von Liegeplätzen an der oberen Themse blieb in Betrieb. In Silvertown z. B. betreibt Tate & Lyle die weltgrößte Rohrzucker-Raffinerie, die ursprünglich über die West India Docks beliefert wurde, heute aber ihr eigenes Frachtterminal besitzt. Zu den westlich, stromaufwärts gelegenen Liegeplätzen wie in Fulham werden zum Umschlag von Gütern Barken eingesetzt, die die Verbindung zu den weiter unten am Fluss befindlichen Liegeplätzen der Seeschiffe herstellen. Die Ufergebiete in London stehen unter enormem Druck zur Umwandlung in elegante Wohngebiete oder Geschäftsviertel, und so hat die Greater London Authority in Zusammenarbeit mit der PLA einen Plan zur Rettung von fünfzig Hafenanlagen innerhalb von Greater London ausgearbeitet, zur Hälfte oberhalb und zur Hälfte unterhalb der Thames Barrier.

### Verkehr zwischen den Häfen
In den letzten Jahren wird die Themse wieder öfter zum Transport von Gütern zwischen den einzelnen Terminals des Londoner Hafens genutzt. Der Grund hierfür liegt hauptsächlich in den Vorteilen des Schiffstransports für die Umwelt gegenüber einem Transport auf den überlasteten Straßen und Eisenbahnstrecken der Hauptstadt. Örtliche Behörden tragen zum Anstieg dieses Verkehrs zwischen den Hafenanlagen durch Müll- und Schutttransporte auf Barken bei. Vor den olympischen Sommerspielen 2012 in London wurde die Themse während des Baus des Olympischen Parks und von Crossrail für den Transport von Baumaterial und Abraum genutzt. Allein das Crossrail-Projekt bedingt den Transport von 5 Mio. t Material (meistens saubere Erde als Aushub) flussabwärts durch den Hafen von Orten wie Canary Wharf zu neuen Naturschutzgebieten im Mündungsgebiet der Themse.
2008 wurden 1,9 Mio. t Güter zwischen den Häfen transportiert, wodurch die Themse zum meistbefahrenen Binnenwasserweg des Vereinigten Königreiches wurde.

### Tiefwasserhafen London Gateway und weiterer Ausbau
Nach umgeschlagenen Containern rangierte der Londoner Hafen im Jahr 2010 nach Southampton und Felixstowe an dritter Stelle im Vereinigten Königreich. 2010 begann am Shell Haven der Bau des Containerterminals London Gateway für den Containerterminalbetreiber Dubai Ports World. Die britische Regierung genehmigte das Bauvorhaben auf dem 607 ha großen Brachland am nördlichen Themse-Ufer, das 3,2 km Uferlinie umfasst, im Jahr 2007.
Am 2.700 m langen Containerkai mit sechs Liegeplätzen – deren erster am 7. November 2013 eröffnet wurde – und einer Umschlagkapazität von 3,5 Mio. TEU pro Jahr im Endausbau können auch die 400 m langen Containerschiffe der 18.000-TEU-Klasse abgefertigt werden. Seit 2014 ist der zweite Liegeplatz in Betrieb, 2017 wurde ein dritter Liegeplatz in Betrieb genommen. 2022 begann der Bau eines vierten Liegeplatzes mit geplanter Fertigstellung im Jahr 2024.[veraltet] Das Containerterminal ist an das Eisenbahnnetz angeschlossen. Ein 300 ha großer „Logistik- und Geschäftspark“ ist dem Containerterminal angeschlossen. Im Jahr 2022 wurden etwas über 2 Mio. TEU am Londoner Hafen umgeschlagen, womit er im Landesvergleich auf dem zweiten Platz hinter Felixstowe liegt.

## Hafenpolizei
Der Londoner Hafen hatte einmal seine eigene Polizei – die Port of London Authority Police –, aber heute sind für das Hafengebiet unterschiedliche Polizeikräfte zuständig. Dies sind die örtlichen Polizeikräfte des Home Office (britischen Innenministeriums) derjenigen Gebiete, durch die die Themse fließt (die Metropolitan Police, die City of London Police, die Polizeibehörden von Essex und Kent), und die Port of Tilbury Police, die 1992 aus den verbleibenden Kräften der PLA Police gebildet wurde. Die Metropolitan Police hat eine spezielle Wasserschutzeinheit, die Thames Division genannt wird und auf der Themse in Greater London patrouilliert. Nach Inbetriebnahme des London Gateway wird vermutlich eine sechste Polizeieinheit für dessen Überwachung eingeführt.